# Titel (værk)
 For alternative betydninger, se Titel. (Se også artikler, som begynder med Titel)
En titel (værk)  er navnet på et kunstværk, opfindelse, arbejde mv. Skaberen af værket er oftest identisk med navngiveren, og nogle gange beskriver titlen indholdet af eller formen på det pågældende værk. 
Titler (navngivning) ses inden for områder som 
- kunst (maleri, skulptur, happening mv.)
- litteratur (roman, novelle mv.)
- film (fiktion, dokumentar, animation mv.)
- kulturhistorie (periode, bygning, begivenhed mv.)
- videnskab (teori, opdagelse mv.)